# Großhöhfeld
Großhöhfeld ist eine Ortschaft von Wipperfürth im Oberbergischen Kreis im Regierungsbezirk Köln in Nordrhein-Westfalen (Deutschland).

## Lage und Beschreibung
Die Ortschaft liegt im Norden von Wipperfürth am „Lüttgenauer Arm“ der Bevertalsperre. Nachbarorte sind Unterlüttgenau, Hasenburg, Müllensiepen und das zur Stadt Hückeswagen gehörende Kleinhöhfeld. Im Nordosten fließt der Großhöhfelder Bach und mündet in die bis an den Ort heranreichende Bevertalsperre. 300 m vom nördlichen Ortsrand entfernt mündet der Pieperssiefen in diesen Bach.
Großhöhfeld verfügt über einen Campingplatz.
Politisch wird die Ortschaft durch den Direktkandidaten des Wahlbezirks 17.2 (172) Egen im Rat der Stadt Wipperfürth vertreten.

## Geschichte
1481 wird der Ort erstmals unter der Bezeichnung „Hoyfeld“ in einer Spendenliste für den Marienaltar der Hückeswagener Kirche aufgeführt. Die Karte Topographia Ducatus Montani aus dem Jahre 1715 zeigt einen Hof und bezeichnet diesen mit „gr. Hoefeld“.
Im Jahre 1892 errichtete man ein an der Straße nach Egen stehendes Wegekreuz aus Sandstein.

## Busverbindungen
Die am Ortsrand gelegene Bushaltestelle „Großhöhfeld“ der Linie 337 (VRS/OVAG) stellt die Anbindung an den öffentlichen Personennahverkehr her.

## Wanderwege
Die vom SGV ausgeschilderten Rundwanderwege A3, A6 und A7 führen durch die Ortschaft.

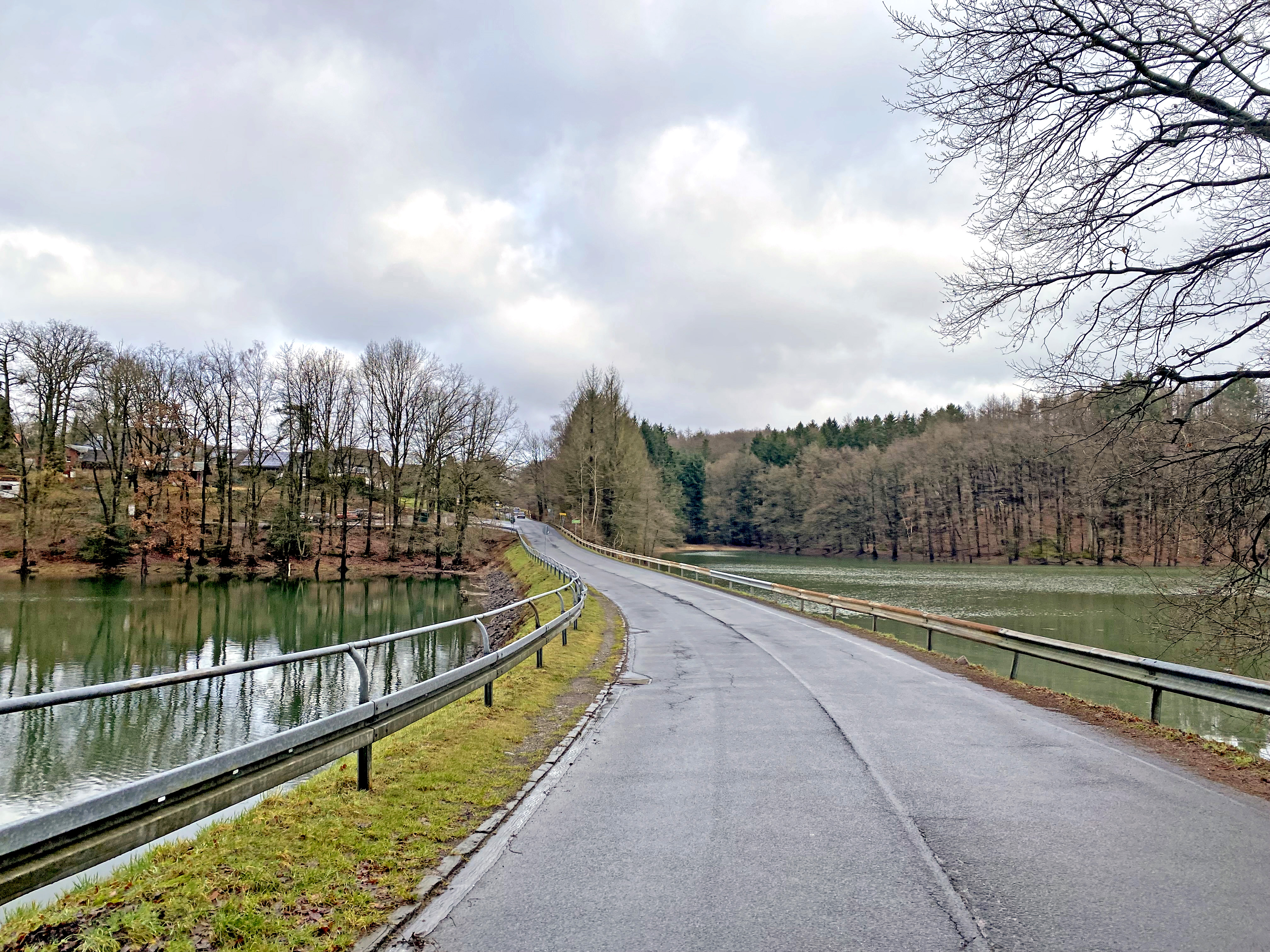
Bevertalsperre bei Großhöhfeld
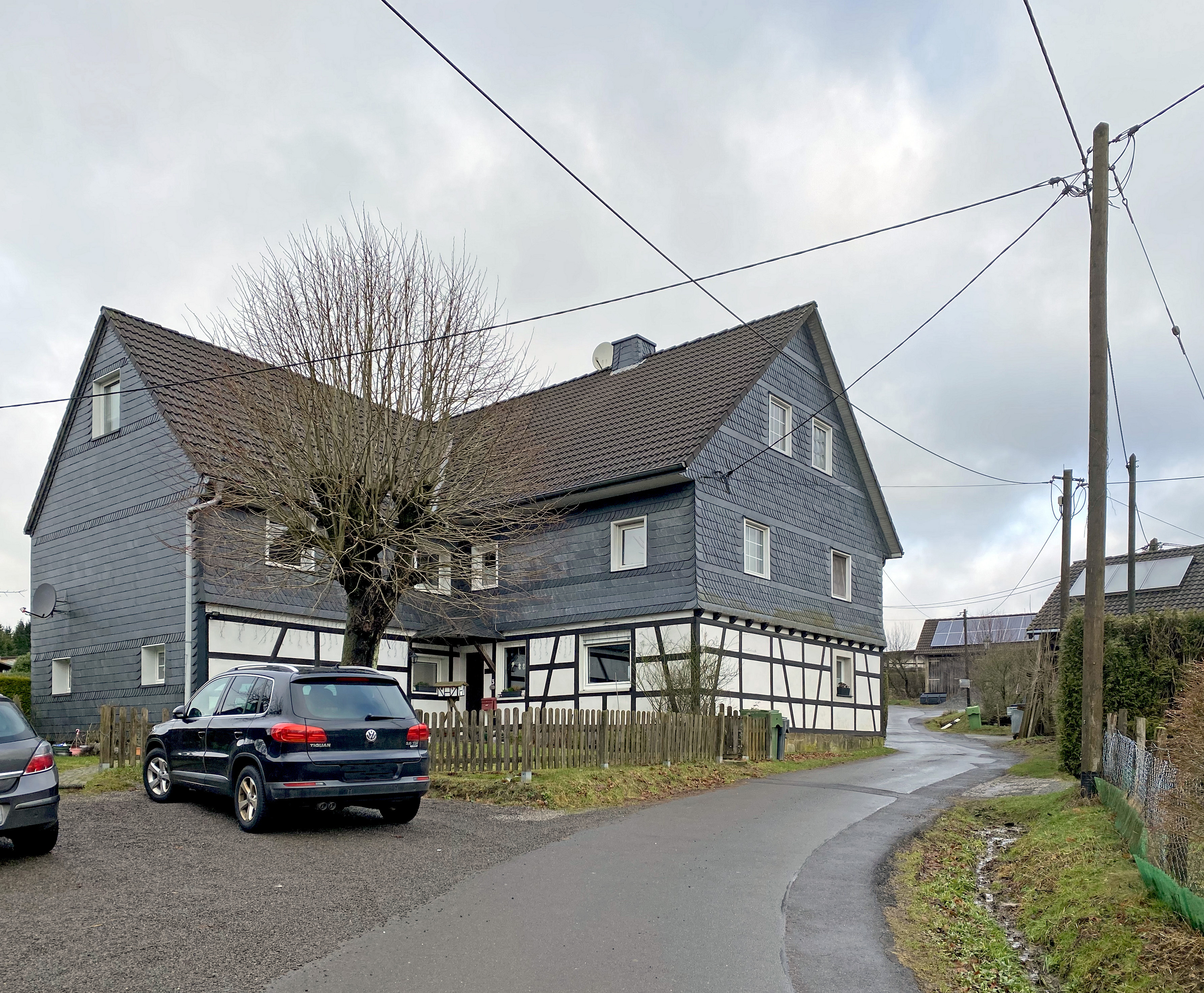
Großhöhfeld 2/3
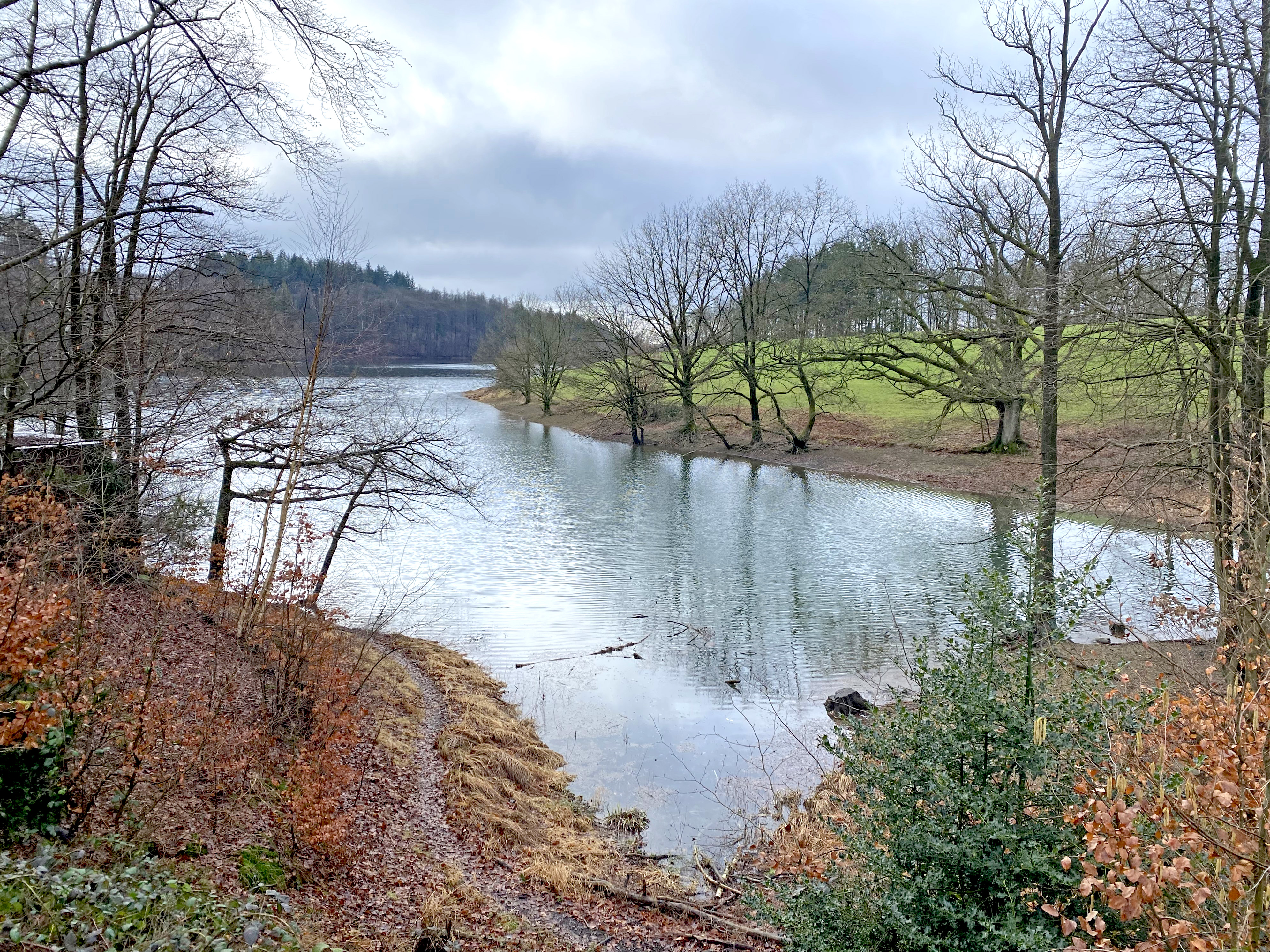
Bevertalsperre bei Großhöhfeld